# Lådö
Lådö är en by i Sparrsätra socken i nordvästra delen av Enköpings kommun, Uppland.
Lådö ligger längs riksväg 70 cirka 10 kilometer nordväst om Enköping. Byn har en ökänd olycksdrabbad vägkorsning, det så kallade Lådökorset.
Länsväg C 510 går från Lådö västerut och länsväg C 561 går österut. 